# Faro, la reine des eaux
Faro, la reine des eaux es una película de 2007 dirigida por el maliense Salif Traoré.

## Sinopsis
Zanga fue expulsado de su pueblo cuando aún era niño por ser fruto de una relación fuera del matrimonio. Cuando regresa al pueblo para averiguar la verdadera identidad de su padre, su llegada coincide con abruptos cambios en el río de la zona, lo que es interpretado por los aldeanos como una señal de que Faro, espíritu de las aguas, está molesta por la llegada del bastardo.
Ambientada en Malí y dirigida por Salif Traoré, se trata de una coproducción de Malí, Francia, Canadá, Burkina Faso y Alemania.

## Premios
- Namur 2007